# Múscul isquiocavernós
El múscul isquiocavernós (musculus ischiocavernosus) és un múscul parell i superficial del perineu, present tant en homes com en dones. S'origina en l'isqui i envolta la base del cos cavernós, al penis, i de la part superior dels llavis a la vulva femenina. Participen en l'erecció del penis i del clítoris. Els trastorns de la contractilitat del isquicavernòs i bulbocavernòs guarda relació amb l'etiologia de la disfunció eréctil.
Els dos feixos de isquiocavernòs neixen de fibres tendinoses i carnoses a la superfície interna de la tuberositat de l'isqui. Des d'aquest punt de partida, les fibres carnoses corren medialment i cap endavant fins a acabar en una aponeurosi que envolta el cos cavernós del penis i, en la dona, s'insereix als costats ia la cara inferior de l'arrel del cos cavernós del clítoris.
El múscul isquiocavernós flexiona l'anus; en els homes estabilitza el penis erecte, mentre que en les dones, tensiona la vagina. La contracció sostinguda del múscul isquiocavernòs permet el desplaçament dels vasos sanguinis de les crura, propers a la tuberositat isquiàtica, el que facilita la fase d'ompliment erectil. En altres paraules, la contracció del múscul comprimeix les crura, retardant el retorn venós de la sang del penis (o el clítoris), mantenint l'òrgan erecte.
En ambdós sexes és innervat per la branca profunda i muscular del nervi perineal, el qual és una branca del nervi púdic. És un nervi que porta fibres simpàtiques i parasimpátiques.
La irrigació sanguínia arriba per una branca interna de l'artèria púdica interna, anomenada artèria perineal.